# باتريسيا كوكبورن
باتريسيا كوكبورن (بالإنجليزية: Patricia Cockburn)‏ هي كاتِبة وفنانة أيرلندية، ولدت في 17 مارس 1914 في مقاطعة كورك في جمهورية أيرلندا، وتوفيت في 6 أكتوبر 1989 في Mercy University Hospital ‏ في جمهورية أيرلندا.